# 左贊
左贊（1424年—？），字時翊，號桂坡，江西建昌府南城縣人，明朝政治人物。進士出身。

## 生平
江西鄉試第三十一名。天順元年（1457年）丁丑科會試第九名，殿試登進士第二甲第九名。二年八月擢授吏部稽勋司主事，升郎中，成化十三年（1477年）九月升浙江左参政，二十二年八月升广东右布政使，未赴任，二十三年正月考察以老疾致仕。性聪敏，多艺能，词翰颇为当时所称。

## 家族
曾祖父左彬卿，曾任元學正。祖父左謙，贈廣東右參議。父亲左瑺，曾任山東左參政。